# عباس مخبر
عباس مخبر (متولد ۱۹ تیرماه ۱۳۳۲ در سیوند)، مترجم و اسطوره‌شناس ایرانی‌ست.

## زندگی و تحصیلات
عباس مخبر در سال ۱۳۳۲ در سیوند متولد گردید، تحصیلاتش را در دبستان منوچهری سیوند آغاز نمود و پس از اخذ دیپلم وارد دانشکده نفت شد. پس از آن به دنبال فیزیک رفت و بالأخره دوره کارشناسی جامعه‌شناسی را در دانشگاه پهلوی گذراند. سپس فوق لیسانس همین رشته را گرفت. پس از آن مدرک کارشناسی ارشد زبان‌شناسی را در سال ۱۳۶۸ از دانشگاه تهران دریافت کرد. عنوان پایان‌نامه او، «کند و کاوی در برنامه‌ریزی زبان فارسی نوشتاری» (به راهنمایی علی‌محمد حق‌شناس) بود.
سپس در حوزه ترجمه و پژوهش در زمینه‌های علوم اجتماعی، علوم اقتصادی، اسطوره‌شناسی و ادبیات به فعالیت‌های خود ادامه داد.

### دربارهٔ اسطوره
- سرور دانای آسمان: اسطوره ایرانی، تونی آلن، چارلز فیلیپس، مایکل کریگان، عباس مخبر (مترجم)، حسین ثاقبی (ویراستار)، تهران: ترابر
- مبانی اسطوره‌شناسی، عباس مخبر (نویسنده)
- «جهان اسطوره‌ها: اسطوره‌های بین‌النهرینی، ایرانی، چینی، آزتکی و مایایی، اینکا»، کارل توب، آن بیرل، گری اورتون، هنریتا مک کال، وستاسرخوش کرتیس، عباس مخبر (مترجم)، فیلیپه فرناندزآرمستو (مقدمه)، تهران: نشر مرکز
- قدرت اسطوره (گفتگو با بیل مویرز)، جوزف کمبل، عباس مخبر (مترجم)، تهران: نشر مرکز
- اسطوره‌های اینکا، گری اورتون، عباس مخبر (مترجم)، تهران: نشر مرکز
- اسطوره‌های روسی، عباس مخبر (مترجم)، تهران: نشر مرکز
- اسطوره‌های سلتی، میرانداجین گرین، عباس مخبر (مترجم)، تهران: نشر مرکز
- اسطوره‌های هندی، آنالیبرا دالاپیکولا، عباس مخبر (مترجم)، تهران: نشر مرکز
- اسطوره‌های ایرانی، وستا کرتیس، عباس مخبر (مترجم)، تهران: نشر مرکز
- اسطوره‌های اسکاندیناوی، ریموندیان پیج، عباس مخبر (مترجم)، تهران: نشر مرکز
- جهان اسطوره‌ها ۱: اسطوره‌های یونانی، رومی، اسکاندیناوی، مصری، سلتی، جورج هارت، لوسیلا برن، میرانداجین گرین، جین ف. گاردنر، عباس مخبر (مترجم)، مارینا وارنر (مقدمه)، تهران: نشر مرکز
- اسطوره‌های چینی، آن بیرل، عباس مخبر (مترجم)، تهران: نشر مرکز
- اسطوره‌های آزتکی و مایایی، کارل توب، عباس مخبر (مترجم)، تهران: نشر مرکز
- اسطوره‌های موازی، جی. اف. بیرلین، عباس مخبر (مترجم)، تهران: نشر مرکز
- اسطوره‌های مصری، جورج هارت، عباس مخبر (مترجم)، تهران: نشر مرکز
- اسطوره‌های رومی، جین گاردنر، عباس مخبر (مترجم)، تهران: نشر مرکز
- اسطوره‌های یونانی، لوسیلا برن، عباس مخبر (مترجم)، تهران: نشر مرکز
- اسطوره‌های بین‌النهرینی، هنریتا مک کال، عباس مخبر (مترجم)، تهران: نشر مرکز